# Yatin Varma
Pour les articles homonymes, voir Varma (homonymie).
Vous pouvez aider à l'améliorer ou bien discuter des problèmes sur sa page de discussion.
- Il est orphelin : moins de trois articles lui sont liés. Aidez à ajouter des liens en plaçant le code [[Yatin Varma]] dans les articles relatifs au sujet. (Marqué depuis décembre 2014)
- Il est à actualiser. Certains passages sont obsolètes ou annoncent des événements désormais passés. (Marqué depuis mars 2017)

Yatin Varma est un homme politique mauricien.
Il a occupé les fonctions d'Attorney General,,.